# Дегилёвка
Дегилёвка — деревня в Большеберезниковском районе Мордовии, в составе Гузынского сельского поселения.

## География
Высота над уровнем моря — 186 м. Рядом располагается река Пиксаур.

## История
Деревня была основана в 1706-1713 гг. выходцами из деревни Косогоры и получила название Новые Косогоры. В Указе о сборе запросной муки с ясашных крестьян Саранского уезда от 5 января 1706 года в Косогорах числится 47 дворов,а в "Книге приходной по сбору запросных денег с ясашного населения (русских и мордвы) Саранского уезда" за 1713 год в селе осталось лишь 35 дворов. Таким образом можно сделать вывод,что жители 12 домохозяйств переселились на новое место,ставшее впоследствии называть Дегилевка.  В те времена переселенцы поощрялись,и на некоторое время с них снималось налоговое бремя и прочие обязанности. В 1732 году Новые Косогоры впервые фиксируются в "Списке ясашных русских и мордовских деревень Саранского уезда,приписанных к починковским поташным заводам".В деревне Новые Косогоры на тот момент числилось 68 мужчин.С 1833г. село стало упоминаться уже как  Дегилевка. В конце 19-начале 20 века Дегилевка славилась на всю округу своей промысловой деятельностью по изготовлению сане,телег,колес,которыми широко торговали на большеберезниковском базаре,ярмарках. Продукция вывозилась за пределы округи.Статус села получило в связи со строительством храма во имя благоверного великого князя Александра Невского. Ныне храм заново освящен с прежним именем.
Переселенцы с Дегилевки дали начало лесному поселку Пиксауры на одноименном ручье.

## Население
| 2002 | 2010 |
| ---- | ---- |
| 304  | ↘230 |